# Aleksej Oelanov
Aleksej Nikolajevitsj Oelanov (Russisch: Алексе́й Никола́евич Ула́нов) (Moskou, 4 november 1947) is een Russisch voormalig kunstschaatser. Hij veroverde met zijn eerste schaatspartner Irina Rodnina de gouden olympische medaille bij de Olympische Winterspelen in Sapporo. Rodnina en Oelanov werden vier keer wereldkampioen en vier keer Europees kampioen.

## Biografie
Oelanov begon in 1954 met kunstschaatsen. Hij vormde in de jaren 60 een samenwerking met Irina Rodnina. Rodnina en Oelanov wonnen tussen 1969 en 1972 onafgebroken zowel de wereldkampioenschappen als de Europese kampioenschappen bij het paarrijden. Bij hun deelname aan de Olympische Winterspelen in Sapporo veroverde het paar eveneens olympisch goud.
Ondertussen was Oelanov verliefd geworden op kunstschaatsster Ljoedmila Smirnova, die in 1972 met Andrej Soerajkin olympisch zilver won. Hij besloot met haar verder te gaan, ook in de sport. Smirnova en Oelanov schaatsten twee jaar met elkaar. Ze wonnen in 1973 twee zilveren medailles op de WK en de EK, terwijl ze het jaar erop zilver op de WK en brons op de EK veroverden.
Oelanov en Smirnova, intussen gescheiden, kregen een zoon en een dochter. Hun dochter was in haar jeugd ook kunstschaatsster en schaatste enige tijd met Aleksandr Smirnov en Maksim Trankov. Oelanov emigreerde in 1995 naar de Verenigde Staten.

## Belangrijke resultaten
1964-1972 met Irina Rodnina, 1972-1974 met Ljoedmila Smirnova (voor de Sovjet-Unie uitkomend)
| Kampioenschap           | 67/68 | 68/69 | 69/70 | 70/71 | 71/72 |        | 72/73  | 73/74 |
| ----------------------- | ----- | ----- | ----- | ----- | ----- | ------ | ------ | ----- |
| Olympische Spelen       |       |       |       |       | Goud  |        |        |       |
| Wereldkampioenschap     |       | Goud  | Goud  | Goud  | Goud  | Zilver | Zilver |       |
| Europees kampioenschap  | 5e    | Goud  | Goud  | Goud  | Goud  | Zilver | Brons  |       |
| Nationaal kampioenschap | Brons | Brons | Goud  | Goud  |       | Brons  |        |       |

1908: Anna Hübler / Heinrich Burger ·
1920: Ludovika Jakobsson / Walter Jakobsson ·
1924: Helene Engelmann / Alfred Berger ·
1928: Andrée Joly / Pierre Brunet ·
1932: Andrée Brunet / Pierre Brunet ·
1936: Maxi Herber / Ernst Baier ·
1948: Micheline Lannoy / Pierre Baugniet ·
1952: Ria Baran / Paul Falk ·
1956: Sissy Schwarz / Kurt Oppelt ·
1960: Barbara Wagner / Robert Paul ·
1964: Ljoedmila Belooesova / Oleg Protopopov ·
1968: Ljoedmila Belooesova / Oleg Protopopov ·
1972: Irina Rodnina / Aleksej Oelanov ·
1976: Irina Rodnina / Aleksandr Zajtsev ·
1980: Irina Rodnina / Aleksandr Zajtsev ·
1984: Jelena Valova / Oleg Vasiljev ·
1988: Jekaterina Gordejeva / Sergej Grinkov ·
1992: Natalja Misjkoetjonok / Artoer Dmitrijev ·
1994: Jekaterina Gordejeva / Sergej Grinkov ·
1998: Oksana Kazakova / Artoer Dmitrijev ·
2002: Jelena Berezjnaja / Anton Sicharoelidze en Jamie Salé / David Pelletier ·
2006: Tatjana Totmjanina / Maksim Marinin ·
2010: Shen Xue / Zhao Hongbo ·
2014: Tatjana Volosozjar / Maksim Trankov ·
2018: Aliona Savchenko / Bruno Massot ·
2022: Sui Wenjing / Han Cong